# Ippinghausen
Ippinghausen is een dorp in de gemeente Wolfhagen in het district Kassel-Land in Hessen.
Ippinghausen ligt aan de Uerdinger Linie, in het traditionele Nederduitse gebied van de dialect Westfaals.
Er is een protestantse kerk in Ippinghausen.